# Балтийская археологическая экспедиция

Герб Балтийской археологической экспедиции

Балтийская археологическая экспедиция — археологическая экспедиция, ведущая свою деятельность на территории Калининградской области. Основана в 1974 г. как Балтийский отряд ИА АН СССР. За свою историю обследовала 336 памятников археологии различных эпох.

Знамя Балтийской археологической экспедиции

## История
Весной 1974 г. В. В. Седов, находясь в Калининграде, прочитал на историческом факультете Калининградского государственного университета краткий курс лекций по основам археологии (своих археологов в университете не было) и рекомендовал Калининградскому управлению культуры создать отряд для проведения археологических исследований в рамках составления «Свода памятников истории и культуры РСФСР». Руководство отрядом было предложено В. И. Кулакову. В результате с 1974 г. в области начинает работу Балтийский отряд ИА АН СССР.
С 1978 отряд был преобразован в «Балтийскую археологическую экспедицию» (БАЭ). Работы были начаты на грунтовом могильнике лужицкой культуры у пос. Покровское (Зеленоградский р-н) (1975, 1976 гг.). Первым крупным объектом прусской археологии на полуострове Самбия стал могильник Ирзекапинис (1977—1986 гг.). Найденная в августе 1977 г. на этом могильнике подвеска конского оголовья с изображением взлетающего кречета стала основой для создания символа БАЭ.
В 1981 г. БАЭ провела первые за всю историю Калининградской области археологические работы на новостройках (поселение Michelau/Каменка и могильник-2 Dollkeim/Коврово).
Основным местом сдачи находок, добытых раскопками БАЭ, стал с 1975 г. Калининградский областной историко-художественный музей. Вместе с его сотрудниками БАЭ произвела в 1993—2007 гг. (с перерывами) раскопки руин Замка Кёнигсберг.
К 1996 г. экспедиция отказывается от рекрутирования своих сотрудников в Москве и полностью переходит на собственные кадры.
Вместе с Деснинской экспедицией ИА РАН зимой 1999 г. были предприняты впервые за всю историю г. Königsberg/Калининград раскопки его культурных напластований (Löbenicht)(к сожалению, так и не был  докопан), монографически опубликованные в 2005 г.
В период 1979—2013 гг. (с перерывами) БАЭ работала над изучением комплекса памятников археологии в уроч. Kaup (у г. Зеленоградска), в том числе 2005—2011 гг. — вместе с группой немецких археологов из Археологического музея во дворце Gottorf (Schleswig).
С 2010 г. — ввиду малочисленности сотрудников БАЭ вновь официально именуется «Балтийский отряд ИА РАН».

## Отряды экспедиции
Натангийский отряд (позднее — Самбийско-Натангийский) под руководством К. Н. Скворцова был создан в 1990 г., первоначально — для разведочных работ в Багратионовском р-не. Объекты раскопок: замок Прейсишь Эйлау (1992 г.) курган Noyken/Дубки (1996 г., к сожалению, так и не докопан), грунтовые могильники Kl. Heyde и Lauth/Б. Исаково (1994—2004 гг. с перерывами). С 2002 года работавшая независимо от БАЭ Самбийско-Натангийская экспедиция Калининградского областного историко-художественного музея (в настоящее время не функционирует).
Неолитический отряд под руководством Э. Б. Зальцмана, создан в 1996 г. для раскопок поселения Heyde Waldburg/Прибрежный (Калининград). Примерно с 2008 г. работает независимо от БАЭ в рамках БФГУ им. И. Канта.
Калининградский отряд под руководством А. А. Валуева, организован в 1992 г. Объект раскопок: грунтовой могильник Alt Wehlau/Прудное (1993—2001 гг. с перерывами). В 2001 г. прекратил своё существование в связи с переходом А. А. Валуева к административной работе в Калининградском областном историко-художественном музее.

## Значимые раскопки
- 1974 г. — разведки в центре Калининградской области.
- 1975, 1976 гг. раскопки городища Nodems/Окунево и грунтового могильника Sorgenau/Покровское.
- 1977-1986 гг. — раскопки грунтового могильника Yrzekapinis/Клинцовка-1.
- 1986-1993 гг. раскопки грунтового могильника Hünenberg/Гора Великанов (г. Пионерский).
- 1994-2002 гг. — раскопки грунтового могильника Dollkeim/Коврово и прекращение археологических разведок в Калининградской области.
- 1995, 1996 гг. — раскопки комплекса памятников археологии Arnau/Марьино.
- 1999 г. — зимние раскопки руин Löbenicht/Московский просп., Калининград.
- 2001, 2002 гг. — раскопки поселения Korallenberg/Хвойное.
- 2003 г. — раскопки могильника Brandenburg/Ушаково.
- 1993, 1996, 2001—2007 гг. — раскопки руин Замка Кёнигсберг.
- 1979, 1980, 2000, 2004—2013 гг. — разведки и раскопки комплекса археологических памятников в уроч. Kaup/Зеленоградск.

## Археологи, работавшие в экспедиции
- В. И. Кулаков
- А. В. Кашкин
- М. Е. Смирнова
- В. М. Попова
- К.Н. Скворцов
- Д.Б. Тюхтин
- А. А. Валуев
- Э. Б. Зальцман
- Е.А. Калашников
- В. С. Суворов
- И.Н. Сходнов
- Е. А. Тюрин
- Л.А. Бакланова
- Р. В. Гулюк
- В.Г. Шименас
- М.Г. Гусаков

## Монографии сотрудников экспедиции
- Кулаков В. И. Древности пруссов VI—XIII вв. САИ. вып. Г 1-9. М., 1990.
- Кулаков В. И. История Пруссии до 1283 г., М., 2003.
- Кулаков В.И., Доллькайм-Коврово. Исследования 1879 г., Минск, 2004.
- Кулаков В. И. BAR S1356 2005: The Amber Lands in the Time of the Roman Empire by Vladimir I. Kulakov. ISBN 1-84171-801-7. Ј29.00. 168 pages; 92 figures, maps, plans, drawings, tables. 3 Appendices of sites and finds.
- Кулаков В. И. История Замка Кёнигсберг, Калининград, 2008.
- Kulakov V.I., Dollkeim-Kovrovo, Kaliningrad Region, Russia. Research on the cemetery conducted in 1879 and 1992—2002, BAR International Series 1950, Archaeopress Publishers of British Archaeological Reports, Oxford, 2009.
- Кулаков В. И. Декоративное искусство Янтарного края. Орнамент фибул V—VII вв., Saarbrucken, 2011.
- Кулаков В. И. Неманский янтарный путь в эпоху викингов, Калининград, 2012.